# Oreopteris quelpartensis
Oreopteris quelpartensis är en kärrbräkenväxtart som först beskrevs av Christ, och fick sitt nu gällande namn av Holub. Oreopteris quelpartensis ingår i släktet Oreopteris och familjen Thelypteridaceae. Utöver nominatformen finns också underarten O. q. yakumontana.